# Novales (Cantabria)

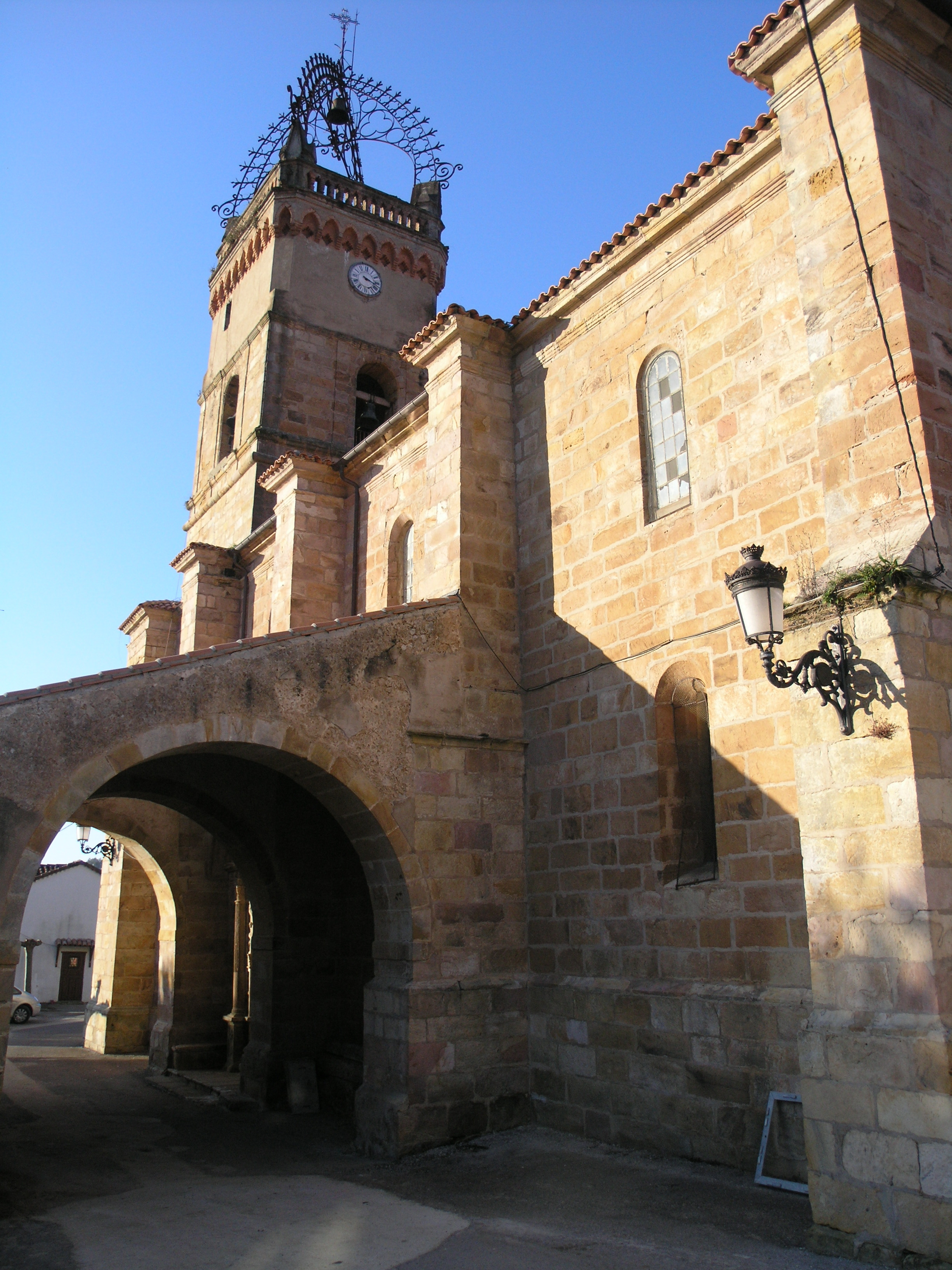
Iglesia parroquial de Nuestra Señora de la Asunción

Novales es la capital del municipio de Alfoz de Lloredo (Cantabria, España). En el año 2021, la localidad contaba con una población de 434 habitantes (INE). La altitud sobre el nivel del mar es de 55 metros. Está hermanado con Santa Cruz del Fierro, Álava.

## Geografía
Está situada en un valle rodeado de montañas, lo que origina un microclima que permite cultivos de tipo mediterráneo, en particular cítricos (limones, naranjas, pomelos, mandarinas, siendo sobremanera conocidos los limones de Novales, por algo se ha llamado también al pueblo "La pequeña Murcia"); del mismo modo, se encuentran gran abundancia de laureles, utilizados para cierre de sus huertas. Este tipo de cultivo que abundaba en la zona en el siglo XIX viene de muy antiguo, y cuentan que se cargaban en los barcos, pues en las grandes travesías marinas, los tripulantes, debido a la carencia de frutos frescos enfermaban de escorbuto, así con una correcta manipulación de estos limones para el transporte, podían sobrevivir a las grandes travesías sin perder sus propiedades terapéuticas.
Cruzan la localidad tres arroyos que se juntan y desembocan en el mar por Toñanes.
Está formado por los siguientes barrios: Casuso, El Pomar, Horadio, Acebosa, El Hondal, Miguel Rumoroso, Los Torcos, La Serna, La Vega, Castañarón, Cayuso, La Abadía, San Roque, José Gutiérrez, el Castruco, Ronaz, el Castro y Viescas

## Monumentos y lugares de interés
Destaca del lugar, la cueva de Las Aguas (arte paleolítico), que fue declarada Bien de Interés Cultural, con la categoría de Monumento, por resolución de 21 de julio de 1997. Se sitúa en la cabecera de una profunda y estrecha vaguada próxima al área litoral, actualmente prácticamente cubierta por un eucaliptal. En la cueva de las Aguas hay vestigios del Magdaleniense inferior, con restos de pinturas y grabados rupestres.
Cerca de la cueva de las Aguas se encuentra la «Surgencia de Novales», de carácter kárstico. A 200 metros monte arriba se encuentra la cueva de los Santos, de igual importancia que las anteriores.
Patrimonio religioso
La iglesia parroquial de Novales, bajo la advocación de Nuestra Señora de la Asunción, está incluida en el Inventario General del Patrimonio Cultural de Cantabria, como bien inventariado (resolución de 27 de agosto de 2001), (Santa María la Mayor). Se trata de un edificio de mediados del siglo XVI. Tiene planta basilical con tres naves, torre a los pies y ábside poligonal. La fachada se encuentra en el muro sur, bajo un soportal. Su estilo es clasicista con arco de medio punto, dovelas rehundidas y hornacina sobre entablamento, en la que se contempla una imagen en piedra e influencias del maestro Gregorio Fernández, de la Virgen de la Asunción. Junto a ella se halla la fecha de construcción: año de 1574. 
En Novales se encuentra también la capilla de San Bartolomé (anexa al cementerio de Novales), la ermita de San Millán y el asilo San José.
Patrimonio civil
Destacan el palacio de la Isla, y la casa solariega de Díaz Palencia.
Cuenta también con un camino romano que pasa cerca de la capilla de San Millán.

## Fiestas

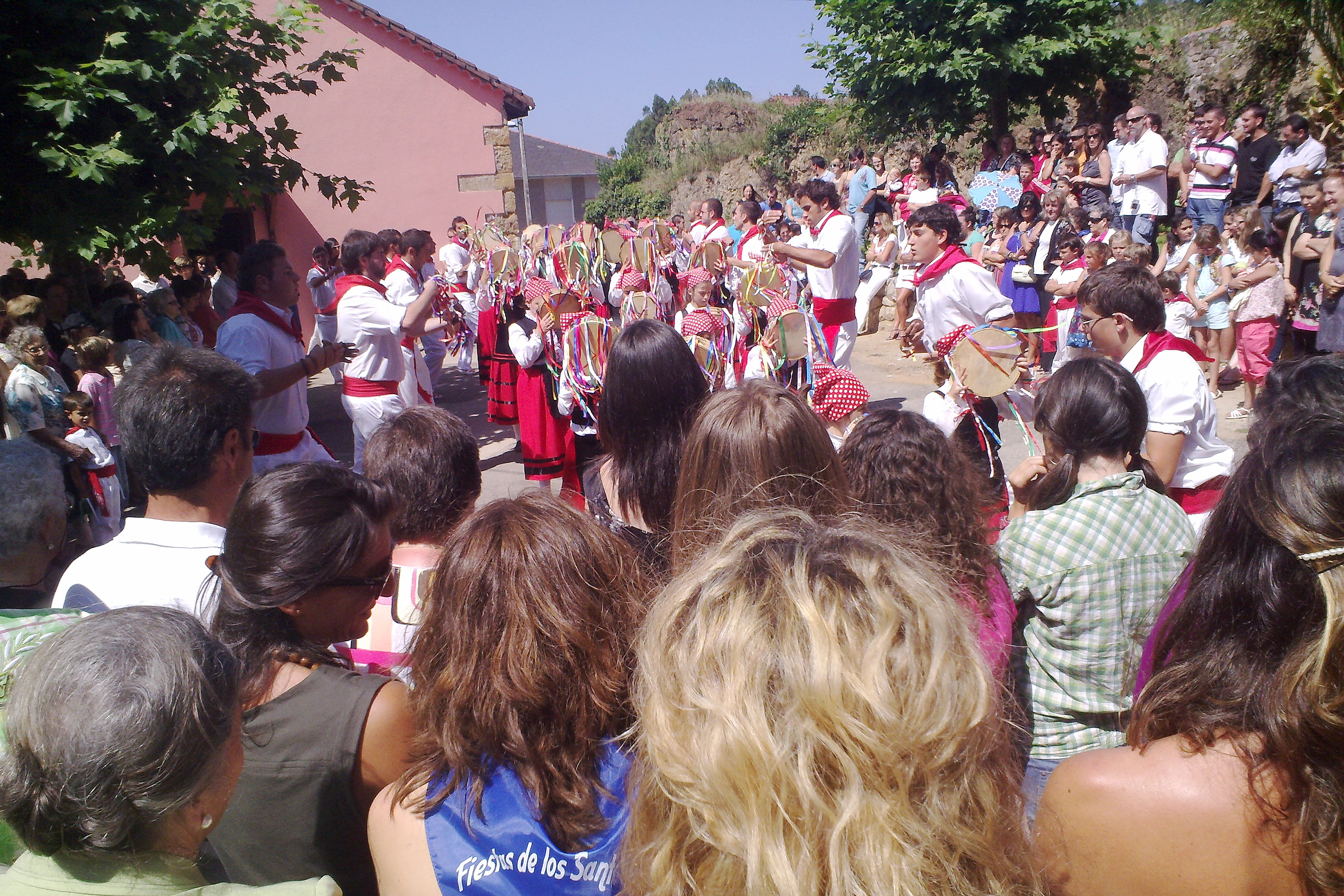
Celebraciones de los Santos Mártires

Celebra las siguientes festividades: la Semana Santa, San Isidro Labrador (15 de mayo), la Asunción de María (15 de agosto) y los Santos Mártires (30 de agosto)

## Premios a la localidad
La localidad fue premiada como "Pueblo de Cantabria 2005", en consideración a las labores de conservación realizadas.

## Origen del nombre de Novales
El peculiar nombre de esta población no está del todo clara, de hecho se conocen al menos dos teorías. Una de ellas es que viene del latín "nova valles", que significa "nuevo valle". La otra teoría es que proviene del término "noval" que se refiere a un campo listo para la siembra, y podría asociarse a que el Señor Feudal de Santillana hubiera asignado estos campos a súbditos suyos, de ahí el nombre de "Novales".
| Predecesor: - | Premio Pueblo de Cantabria 2005 | Sucesor: Caviedes |

## Personas destacadas
- José de la Guerra y Noriega (1779-1858). Militar, explorador y cronista de la Alta California.